# Panna (Stadt)
Panna ist eine Stadt im indischen Bundesstaat Madhya Pradesh.
Panna ist Verwaltungssitz des gleichnamigen Distrikts im Norden von Madhya Pradesh. Die Stadt liegt an der nationalen Fernstraße NH 75 (Chhatarpur–Satna). Südwestlich der Stadt befindet sich der Panna-Nationalpark.
Die Stadt hatte beim Zensus 2011 50.820 Einwohner, einschließlich Vororten (outgrowths) 59.091.
Panna war Hauptstadt des früheren gleichnamigen Fürstenstaates.